# Andorrees basketbalteam (mannen)
Het Andorrees nationaal basketbalteam is een team van basketballers dat Andorra vertegenwoordigt in internationale wedstrijden. Het team heeft zich tot op heden niet weten te plaatsen voor Eurobasket, het Wereldkampioenschap basketbal of het basketbalonderdeel van de Olympische Spelen. Het Andorrees nationaal basketbalteam doet wel mee aan de Spelen van de Kleine Staten van Europa.